# Myoprocta
Myoprocta és un gènere de rosegadors histricomorfs de la família dels dasipròctids. En general es tracta d'animals de menor talla que la dels seus cosins agutins, i presenten una cua molt curta (d'uns 5 a 7 cm) absent en aquells. Per aquests motius són també anomenats agutins nans o agutins amb cua. Aconsegueixen una grandària d'uns 35 centímetres. Tenen les potes llargues i primes, la cua acaba en un mechón de pèls.